# 李洪岳
李洪岳（?—?），籍贯不详，中华民国天津律师。

## 生平
李洪岳曾任天津律师公会会长。1931年，他作为文绣诉溥仪离婚案中文绣的代理律师之一（另两位是张绍曾、张士骏），同溥仪的代理律师林棨、林廷琛寻求庭外和解，于1931年10月22日达成离婚协议。1937年七七事变爆发前后，他被李仰白在天津地方法院诉诈财，他遂请天津律师公会副会长朱道孔任代理律师，反诉李仰白“诬告并伪造文书诽谤”。经过李仰白的代理律师胡毓枫努力，1937年7月22日法庭宣判，“李仰白控诉李洪岳一案，因案情复杂，牵扯颇多，自诉和反诉双方均无罪。各项自诉、反诉不受理，民事要求驳回。”
其后其生平事迹不详。